# Janów (powiat lipski)
Janów – wieś sołecka w Polsce położona w województwie mazowieckim, w powiecie lipskim, w gminie Sienno.
| SIMC    | Nazwa         | Rodzaj  |
| ------- | ------------- | ------- |
| 0636347 | Kolonia Janów | kolonia |

W latach 1975–1998 miejscowość należała administracyjnie do województwa radomskiego.
18 października 1943 żandarmeria niemiecka pod pretekstem przynależności do ruchu oporu zamordowała we wsi dwie rodziny, Jabłońskich i Jamów. Śmierć poniosło 10 osób.
Wierni Kościoła rzymskokatolickiego należą do parafii Matki Boskiej Częstochowskiej w Gozdawie.